# ティビダボ山

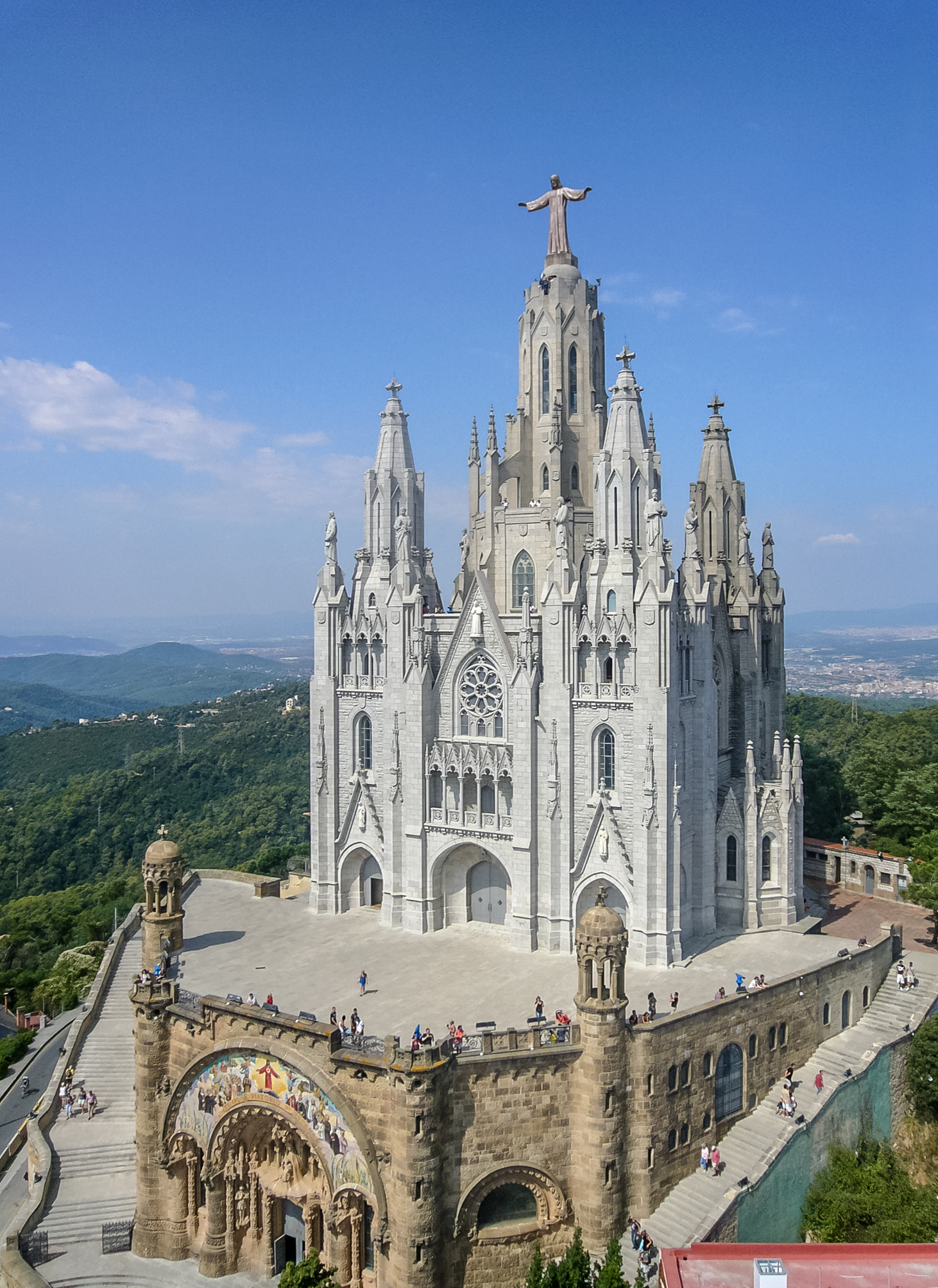
サグラト・コル教会

ティビダボ山（ーさん、カタルーニャ語: Tibidabo, カタルーニャ語発音: [tiβiˈðaβu]) は、スペイン、カタルーニャ州のバルセロナを見渡すことができる山である。

## 解説
標高512mで、コルセローラ山脈で最も高い山で、北西に急峻にそびえ立ち、バルセロナ市街地と周囲の海岸線を見渡すことができる。
山の頂上にはサグラト・コル教会（英語版）と隣接するティビダボ遊園地（英語版）がある。 山頂付近にコルセローラ通信塔がある。 これらの建物は、バルセロナ市内のほとんどの場所からよく見える。エンリック・サニエ（英語版）によって設計されたこの教会は、1902年に着工され、完成に60年かかった。 頂上にはジョセップ・ミレト・イ・リョパルト（カタルーニャ語版）作の「聖心の彫刻」が鎮座している。
ティビダボへは、道路、またはティビダボ・フニクラ（英語版）、トラムビア・ブラウ（英語版）を利用して行くことができる。 ケーブルカーの運行は近代化工事を経て2021年6月に再開された。 バスで行くこともでき、 バルセロナ交通局のミニバス111番系統は、バルビドレラ村とバルビドレラケーブルカーの上部駅を結ぶ。

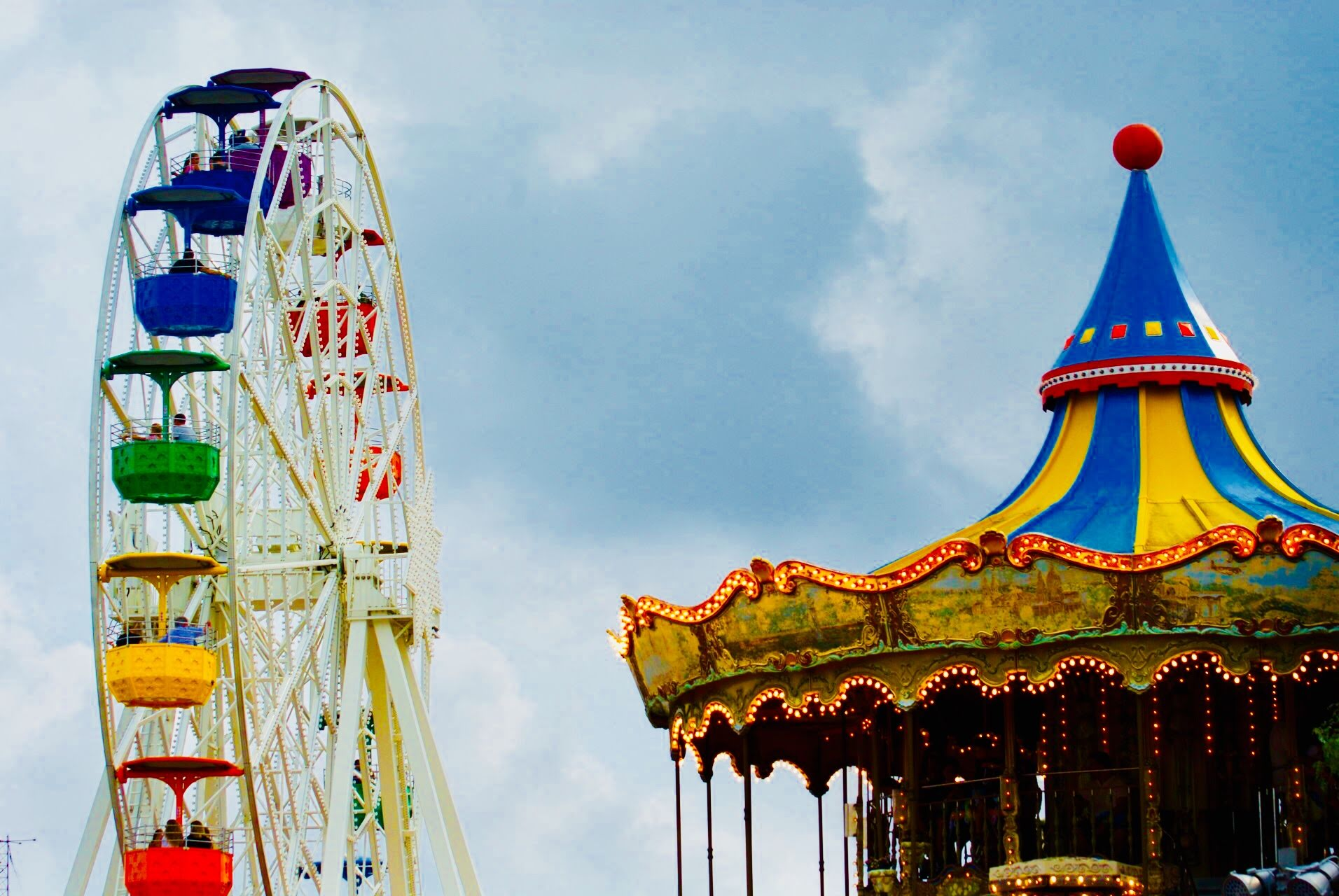
ティビダボ山の観覧車

## 名前の由来

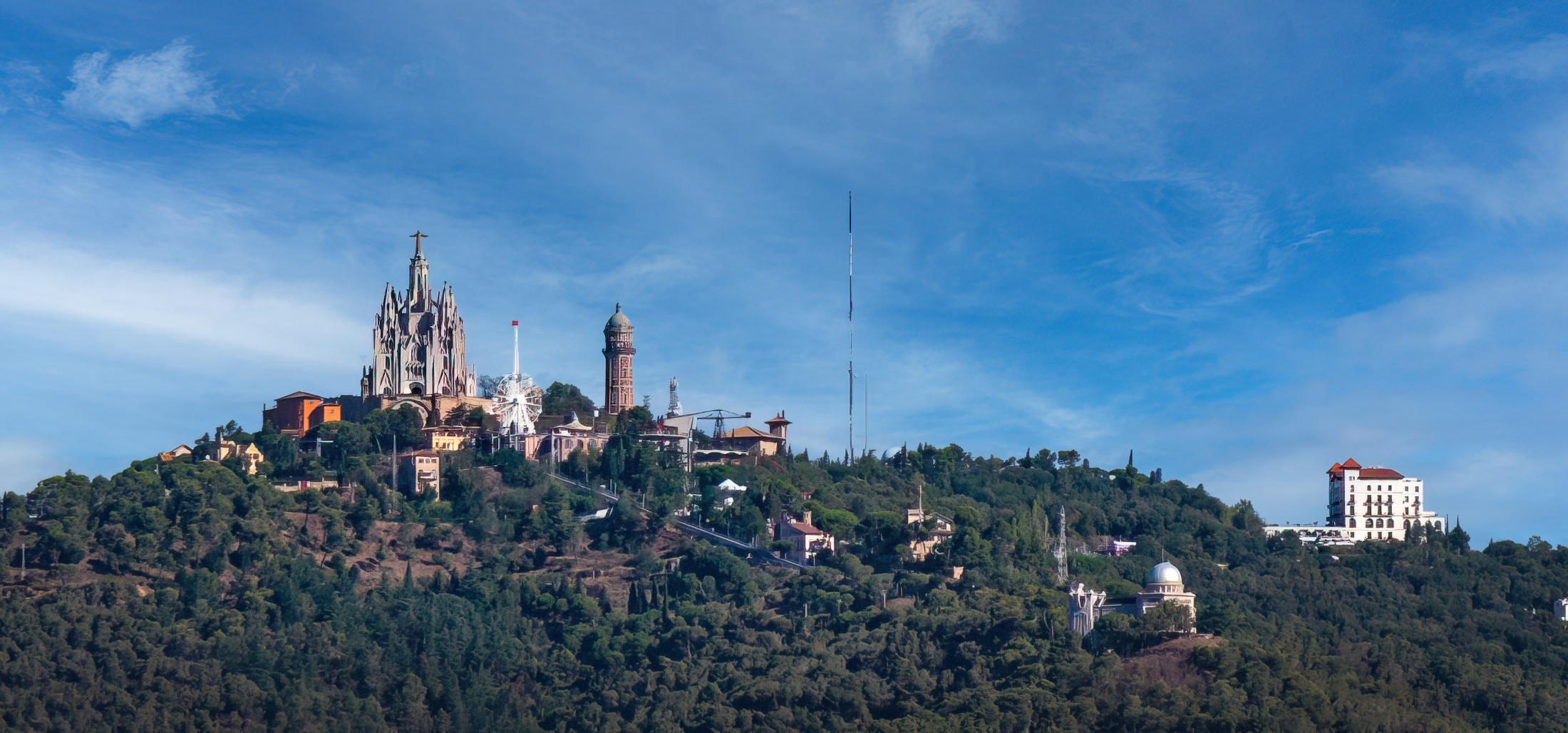
教会と遊園地の全景